# Subtangente

Beispiel einer Subtangente (gelbe Strecke)

Die Subtangente ist ein Begriff aus der Analysis. Wir betrachten einen Punkt auf einer differenzierbaren Kurve (rot) und bilden die Tangente (grün). Die Projektion der Tangente auf die Abszisse heißt dann Subtangente (im Bild gelb).
Ist eine Kurve differenzierbar an einer Stelle {\displaystyle x_{0}}, so ist die Subtangente die Strecke zwischen der Stelle {\displaystyle x_{0}} auf der Abszisse und der Nullstelle der Tangente.
Über die Gleichung der Tangente
{\displaystyle t(x)=f'(x_{0})\cdot (x-x_{0})+f(x_{0})}
erhält man die Nullstelle {\displaystyle x_{s}={\frac {-f(x_{0})}{f'(x_{0})}}+x_{0}} und somit für die Länge der Subtangente {\displaystyle \left|{\frac {f(x_{0})}{f'(x_{0})}}\right|.}
Der Betrag der Subtangente der {\displaystyle e}-Funktion {\displaystyle f(x)=e^{x}} ist für alle Tangenten konstant 1, da gilt:
{\displaystyle \left|{\frac {e^{x_{0}}}{e^{x_{0}}}}\right|=1}
Als Analogie zur Normalen gibt es die Subnormale.